# 余秉楠
余秉楠（1933年8月16日—2020年9月24日），出生于上海，中国设计师，清华大学美术学院教授，主要从事书籍设计与平面设计。

## 生平
1933年8月16日生于上海。1956年毕业于鲁迅美术学院。后赴德国留学，获莱比锡视觉艺术学院硕士学位。在德国期间，他曾设计了一套拉丁字母印刷字体“友谊体”，是首次由中国人设计的拉丁印刷字体。1962年回国后，余秉楠一直任教于中央工艺美术学院（现清华大学美术学院），曾于1985年至1990年间任书籍艺术系主任。
他还是国际平面设计协会（AGI）第一位华人会员、原国际平面设计协会联合会（Icograda）副主席、国际商标中心（ITC）荣誉特使。
2020年9月24日，余秉楠因冠心病引发多器官衰竭，于当日下午4点45分逝世，享年87岁。

## 奖项
- 谷滕堡终生成就奖（首位亚洲获奖者）
- 德国“最美的书”奖
- “当代最佳印刷字体”奖
- 德国文化部长奖
- 德国保护儿童协会海报展优秀奖
- 东京艺术指导俱乐部（TDC）奖
- 富山海报展优秀奖
- 捷克布尔诺平面设计双年展优秀奖
- 国际平面设计协会联合会（Icograda）杰出成就奖